# Anders Limpar
Anders Limpar (Solna, Švedska, 24. rujna 1965.) je švedski nogometni trener te bivši nogometaš i umirovljeni nacionalni reprezentativac. Tijekom igračke karijere promijenio je čak 12 nogometnih klubova dok je sa Švedskom osvojio broncu na Svjetskom prvenstvu 1994. u SAD-u.

## Karijera

### Klupska karijera
Limpar je proizvod nogometnog kluba IF Brommapojkarna. Za klub je nastupao do 1986. nakon čega igra po jednu sezonu u Örgryteu, Young Boys Bernu i Cremoneseu. Karijera mu je krenula uzlaznom putanjom nakon što je u ljeto 1990. potpisao za londonski Arsenal. Već u debitantskoj sezoni, s Topnicima je osvojio englesko prvenstvo a s klubom je do 1994. osvojio još engleski Liga kup, FA Kup, FA Community Shield i Kup pobjednika kupova.
Tijekom posljednjeg dana transfernog roka, Limpara u ožujku 1994. kupuje Everton za 1,6 milijuna funti. Bio važna karika kluba koji je 1995. godine osvojio FA Kup i FA Community Shield. Tijekom ljetnog dijela sezone 1996./97. Anders je imao svega dva nastupa za momčad s Goodison Parka zbog čega je odlučio napustiti klub.
Zbog toga je u 20. siječnja 1997. potpisao za Birmingham City u kojem je debitirao već 1. veljače u 2:1 porazu protiv Bolton Wanderersa. Ipak, i u novom klubu je igrao jako malo tako da je u travnju razvrgnuo ugovor s Birminghamom.
U ljeto 1997. igrač se vraća u Švedsku gdje je postaje član AIK Stockholma s kojim je osvojio nacionalno prvenstvo i kup. Nakon dvije godine u Stockholmu, Limpar u veljači 1999. potpisuje za MLS momčad Colorado Rapids.
Igrač je do kraja karijere nastupao još za Djurgårdens i IF Brommapojkarnu dok je 2008. odigrao jednu utakmicu za Sollentunu FK.

## Reprezentativna karijera
Anders Limpar je za Švedsku debitirao 1987. godine te je s njome nastupio na dva svjetska (1990. i 1994.) te jednom europskom (1992.) prvenstvu. Uz mnoštvo turnira koje je osvojio s reprezentacijom, najznačajnija je bronca sa Svjetskog prvenstva 1994. u SAD-u na kojem je Švedska u borbi za treće mjesto porazila Bugarsku s visokih 4:0.

### Trenerska karijera
Odmah po završetku igračke karijere 2008. godine, Limpar je kraće vrijeme vodio mladi sastav Djurgårdensa da bi kasnije postao asistent u švedskom niželigašu Sollentuna FK. Za rezervnu momčad kluba je u listopadu iste godine odigrao jednu utakmicu na poziciji lijevog beka.

## Privatni život
Limpar je mađarskog podrijetla te je njegovo ime na mađarskom jeziku András Limpár.
1997. bio je "žrtva" televizijske prijevare kada je povjerovao da je s vremenskih strojem otputovao dvije godine u budućnost. Završetkom nogometne karijere, u središtu Stockholma otvorio je kafić The Limp Bar. 2012. je udružio sredstva s Mikaelom Cronom s kojim je lansirao Super Lock liniju plastičnih kutija u Švedskoj.

## Osvojeni trofeji

### Klupski trofeji
| Klub          | Trofej                | Godina / sezona |
| Engleska      | Engleska              | Engleska        |
| ------------- | --------------------- | --------------- |
| Arsenal       | Englesko prvenstvo    | 1990./91.       |
| Arsenal       | FA Community Shield   | 1991.           |
| Arsenal       | Engleski Liga kup     | 1993.           |
| Arsenal       | FA Kup                | 1993.           |
| Arsenal       | Kup pobjednika kupova | 1994.           |
| Everton       | FA Kup                | 1995.           |
| Everton       | FA Community Shield   | 1995.           |
| Švedska       |                       |                 |
| AIK Stockholm | Švedsko prvenstvo     | 1998.           |
| AIK Stockholm | Švedski kup           | 1999.           |
| Djurgårdens   | Švedska druga liga    | 2000.           |

### Reprezentativni trofeji
| Turnir                     | Trofej | Godina |
| -------------------------- | ------ | ------ |
| Maspalomas                 | Zlato  | 1988.  |
| Turnir zapadnog Berlina    | Zlato  | 1988.  |
| Joe Robbie Cup             | Zlato  | 1994.  |
| Svjetsko prvenstvo u SAD-u | Bronca | 1994.  |
| Nordic Cup                 | Zlato  | 1994.  |
| Carlsberg Cup              | Zlato  | 1996.  |
| King's Cup                 | Zlato  | 1996.  |

### Individualni trofeji
| Trofej     | Godina |
| ---------- | ------ |
| Guldbollen | 1991.  |

## Vanjske poveznice
- National Football Teams.com